# Heliophanus ramosus
Heliophanus ramosus là một loài nhện trong họ Salticidae.
Loài này thuộc chi Heliophanus. Heliophanus ramosus được Wanda Wesołowska miêu tả năm 1986.